# Oscar Larsen
Oscar Ludvig Larsen, född 19 oktober 1863 i Kristiania, död 30 december 1939 i Oslo, var en norsk skådespelare och korist.
Larsen verkade vid Nationaltheatret under merparten av sin karriär. Han medverkande bland annat i Henrik Ibsens Ett dockhem (1906) och William Shakespeares Hamlet (1921). Han gjorde även filmroller och debuterade 1925 i Fager er lien. År 1926 spelade han i Brudefärden i Hardanger och Glomdalsbruden och 1932 i Fantegutten, vilken blev hans sista filmroll.

## Filmografi
- 1925 – Fager er lien
- 1926 – Brudefärden i Hardanger
- 1926 – Glomdalsbruden
- 1932 – Fantegutten